# Marzilibahn

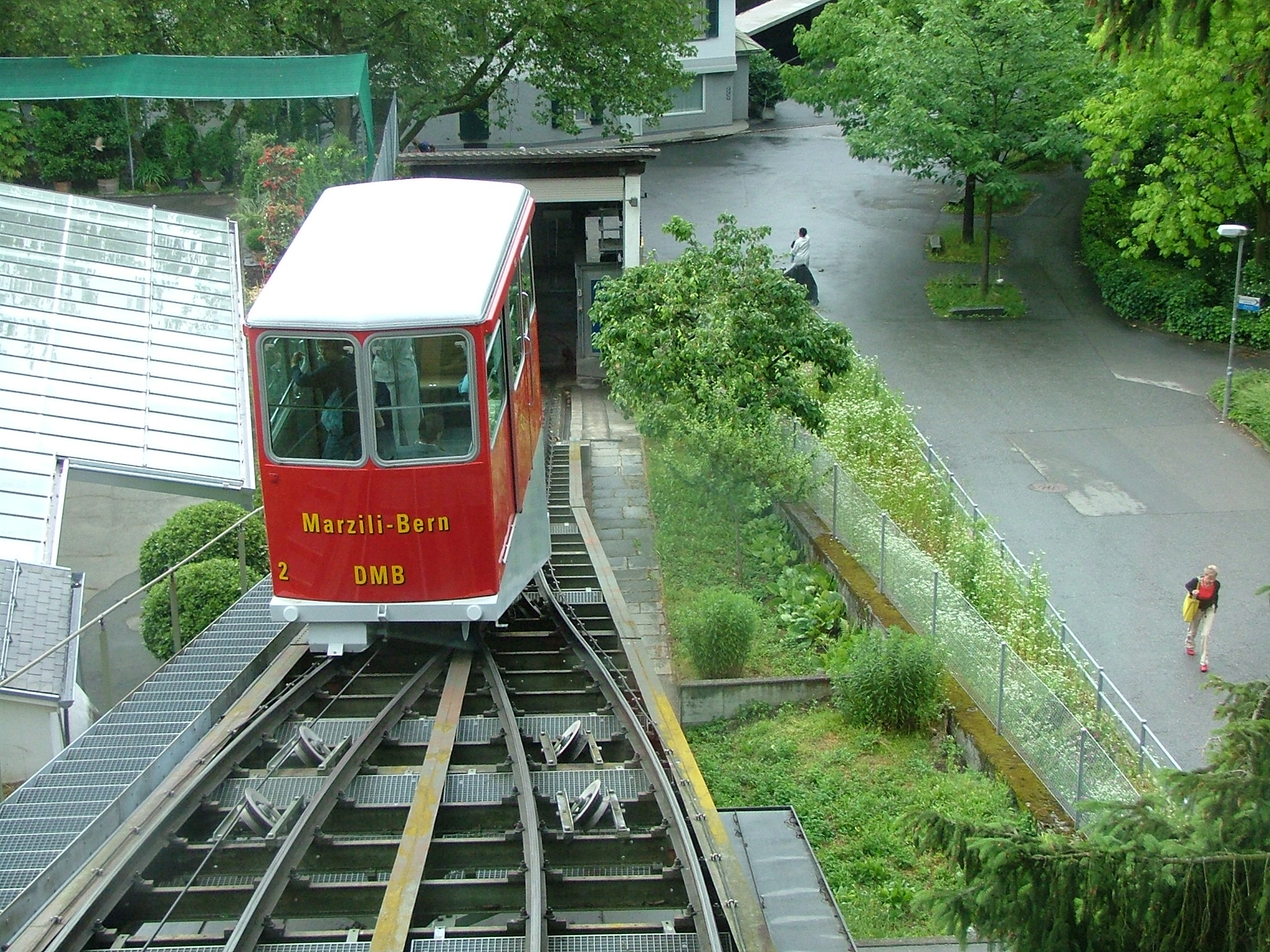
Widok na trasę z góry

Drahtseilbahn Marzili-Stadt Bern (skrótowo: Marzilibahn) – kolej linowo-terenowa, znajdująca się w Bernie w Szwajcarii i łącząca Bundesgasse na Starym Mieście z dzielnicą Marziliquartier położoną nad samą rzeką Aare.

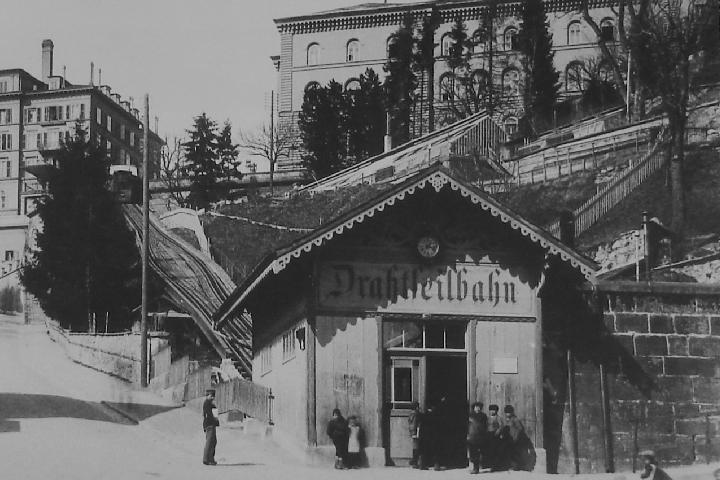
Widok z około 1900

Kolej o rozstawie szyn 900 mm (do 1974 – 750 mm) ma długość 105 metrów, przewyższenie 32 metry i nachylenie trasy 323‰. 
Linia została uruchomiona 18 lipca 1885. Do 1973 dysponowała balastem wodnym. W tym też roku została gruntownie zmodernizowana. Rocznie przewozi około milion pasażerów. Górna stacja (Berner Altstadt) znajduje się na wysokości 540 m n.p.m., a dolna (Marziliquartier) na wysokości 508 m n.p.m.